# Penzling
Penzling ist ein Gemeindeteil der Gemeinde Aholming im niederbayerischen Landkreis Deggendorf.

## Lage
Das Kirchdorf liegt im Gäuboden etwa zwei Kilometer südwestlich von Aholming.

## Geschichte
Im Jahr 1273 nahm ein Leupold von Penzling von Kloster Niederaltaich ein Gut zu Lehen. Im zweiten Herzogsurbar um 1280 erscheinen die Vogteien Aholming und Penzling bereits unter dem Gericht Hengersberg. 1368 ist ein Albrecht der Perchkhaimer zu Penzling nachgewiesen. 1416 verpfändete Bischof Georg von Passau an Heinrich Notthafft von Wernberg den Passauer Besitz in Aholming und Penzling.
Unter den Notthafft kam Penzling zur Herrschaft Aholming. Noch im 16. Jahrhundert wurde es als eigene geschlossene Hofmark angesehen, in der Folge ging es jedoch in der Herrschaft Aholming auf, deren Hochgerichtsbarkeit sich auch auf Penzling erstreckte. 1855 zählte das Dorf Penzling dreißig Häuser.

## Sehenswürdigkeiten
Die im Kern frühgotische Filialkirche St. Jakobus d. Ä. stammt aus dem 14. Jahrhundert. Der Chor ist spätgotisch. In der Zeit des Barocks wurde das Langhaus verändert.

## Vereine
- Freiwillige Feuerwehr Penzling